# Trigonospila stipatus
Trigonospila stipatus là một loài ruồi trong họ Tachinidae.